# Il pescatore/Bocca di rosa
Il pescatore/Bocca di rosa è un singolo discografico registrato dal vivo di Fabrizio De André del 1979.

## Tracce
Testi e musiche di Fabrizio De André.
1. Il pescatore – 3:58
2. Bocca di rosa – 4:21